# Galbella africana
Galbella africana es una especie de escarabajo del género Galbella, familia Buprestidae. Fue descrita científicamente por Kerremans en 1907.